# Pelze Multimedia
Pelze multimedia (1981–1996) war ein legendärer Berliner Kulturort in einem ehemaligen Pelzgeschäft in der Potsdamer Straße 139 in Berlin und arbeitete von 1981 bis 1996 mit Künstlerinnen, Performerinnen, Filmemacherinnen, Sexarbeiterinnen und den Bewohnerinnen des besetzten Hauses an emanzipatorisch-künstlerischen Vorhaben. Die Aktivitäten des subkulturellen Kunstraumes inspirieren auch nach dem Ende zu neuen Film- und Ausstellungsprojekten.

## Geschichte
Gegründet 1981, im von Feministinnen besetzten Haus, im Ladenlokal trafen sich verschiedenste Künstlerinnen, und gestalteten den konzeptuell leeren Raum jeweils nach den Bedürfnissen der Projekte und Beteiligten. Der zum ganzen Haus gegründete Verein zur Entwicklung neuer Lebensqualität für Frauen engagierte sich für andere Lebensentwürfe. Es gab Zusammenarbeiten mit Nutten und Nüttchen und Hydra, dem Künstlerinnenkollektiv Schwarze Schokolade, Araquin, der Zeitschrift Die Schwarze Botin aus Wien und dem Musik Festival Wie es ihr gefällt. Das erste Berliner Konzert der Schweizer Band Les Reines Prochaines fand im Pelze statt.
Weil es noch keinen Teddy Wettbewerb für queere Produktionen im offiziellen Programm der Berlinale gab, wurden parallel zum Festival Programme mit Filmen von Elfi Mikesch, Monika Treut, Barbara Hammer oder Joan Jonas gezeigt. Der inspirierende Raum wurde unter dem Label: Pelze multimedia Ladies only! schnell zu dem Treffpunkt der subkulturellen, lesbisch-feministischen Szene Berlins. Pelze multimedia blieb aber trotzdem für alle Vorhaben und die Bewohnerinnen des besetzten Hauses und der Straße offen. Protagonistinnen wie Ursula Bierther, Roswitha Baumeister, Traude Bührmann, Mahide Lein, Heidi Kull, Barbara Waldow, Maria Lang, Reingard Jäkl, Maik Lef und viele Andere arbeiteten an, entwickelten und präsentierten dort ihre Ideen in verschiedensten Formaten.

## Aktivitäten
Der Raum wurde als Ausstellungsraum, Treffpunkt und Veranstaltungsraum genutzt. Schon zu Beginn 1981 wurde unter dem Titel Systerproject Hydra die Zusammenarbeit mit der Selbsthilfegruppe von Prostituierten gesucht, um das Projekt für Prostituierte von der Potsdamer Strasse zu öffnen. Unter dem Namen Pelze multimedia gab es
- Fotoausstellungen und Videoscreenings von Petra Gall, Ursula Bierther, Martina Siebert, Regina Ulwer, Gabriele Niemeyer, Monika Savier, Rita Eichelkraut, Marion Kellner, Hella Böhm, Mona Setter, Hermine Huntgeburth,
- Performances von Diane Torr, Krista Beinstein[18], Anne Jud, Gerda Leopold, Ute Wigand und Lisa Schmitz[19],
- Lesungen mit Elfriede Czurda, Elfriede Jelinek, Heidi Pataki, Anna Rheinsberg, Monika Streit.

1983 fand im Rahmen der Berliner Frauensommeruniversität die Ausstellung Frauen und Technologie im Pelze statt. 1986 bis 1990 organisierte Mahide Lein Nachtcafés mit Performances, Diskussionen und Ausstellungen unter anderem Love is a Banquet, Mahide Lein, Symposium Frauen und Aids und das Nachtcafe Lusty Lady. Kooperationen mit dem Verein Blickpilotin führten zu Vorträgen wie 1989 Sad Endings are out - Open Endings are in, mit Filmausschnitten über neuere Lesbenfilme, Workshops und Präsentationen wie dem Trickfilmworkshop mit der Trickfilmerin Bärbel Neubauer. 1991 folgte eine Veranstaltung mit Barbara Hammer, Zehn Kurzfilme, fünf Videos und eine Performance in Zusammenarbeit mit dem Kino Arsenal.
Das Pelze war international als ein Ort bekannt, der sexuelle Begegnungen verschiedenster Art ermöglichte. Ende der 1980er-Jahre entstand dort beispielsweise ein erotisches Café als Treffpunkt für unterschiedliche sexuelle Vorlieben – nach dem Motto: Anything goes. Im Pelze wurde unter anderem der erste Darkroom für Frauen eingerichtet. Zudem fanden regelmäßig Sexpartys, Mottoabende und künstlerische Performances statt. Zur damaligen Zeit kritisch diskutierte SM-Praktiken wurden im Pelze ausgeübt. In der Nachbarschaft entstand in diesem Zusammenhang der bekannte Satz: „Im Pelze werden Frauen geschlagen!“ Erst in den 1990er-Jahren ebbte die anfängliche „Aufregung“ über SM-Praktiken in der Lesbenszene allmählich ab, da erkannt wurde, dass von den wenigen Frauen in Leder keine Gefahr auszugehen schien.

## Rezeption/Würdigung
Die Künstlerin Lena Rosa Händle setzte sich 2015 mit ihrer Arbeit Pelze, für den Dialog zwischen unterschiedlichen Generationen von Frauen und Lesben ein und suchte nach politischer und künstlerischer Auseinandersetzung und Aneignung des Raumes mit seiner Philosophie und Geschichte. Der Original Schriftzug Pelze wurde von Händle als Neonleuchtschrift mit Halterung aus Metall und Ketten produziert.
Im Jahr 2020 wurde der Film Subjekträume – Pelze Multimedia (1981-1996) als Dokumentarfilm vom feministischen Filmkollektiv TINT veröffentlicht. Er hatte die Premiere beim Kasseler Dokfest 2020 und gelangte bei den Internationalen Kurzfilmtagen Oberhausen 2021 in den Online Wettbewerb. Anfang 2022 wurden die Autorinnen und der Film unter dem Titel Subjekträume – eine lesbische Produktionskapsel. Pelze Multimedia Westberlin 1981– 1996 in einer Online-Ausstellung bei der Berlinischen Galerie im IBB-Videoraum gezeigt, ebenso im November 2022 im Künstlerhaus Vereinigung anlässlich der Vienna Art Week.
Ende 2022 würdigte eine Retrospektive in dem Frankfurter Kunstraum Synnika, der übrigens auch in einem ehemaligen Pelzgeschäft situiert ist, mit dem Titel Pelze mit einem ausführlichen Veranstaltungsprogramm diesen Berliner Ort. Die umfangreiche Präsentation schlug vor, Pelze Multimedia über den Berliner Kontext hinauszudenken und für die Geschichten aktivistischer und selbstorganisierter Kunst- und Kulturräume und Initiativen produktiv zu machen.

## Ausstellungen, performative Vorträge über das Projekt
- 2015: Installation Pelze von Lena Rosa Händle zu ihrer Einzelausstellung Reclaming Gestures im Kubus EXPORT– der Raum der Künstlerin Valie Export, Wien
- 2017: Wer schreibt unsere Geschichte, wenn nicht wir selbst? Eine Zeitreise in die Schöneberger Subkultur der 80er-Jahre, Event mit Filmvorführungen, Performances, Liveacts, Radioshow mit Roswitha Baumeister und Ursula Bierther, Potsdamer Straße 157, K.O.B., Berlin[13]
- 2018: Aus beider Roter Mund – Poetische Verdichtung zum doppelten Roten Mund im Rahmenprogramm zur Ausstellung Lesbisches Sehen, Gespräch am 3. August 2018 zwischen Lena Rosa Händle und Roswitha Baumeister, Schwules Museum Berlin
- 2018: Historische Orte mit Charme, Infotafeln zu historischen Orten, Rundgang mit einer Performance von Künstlerinnen von Pelze Multimedia, Berlin[5]
- 2019: Einblicke in die „Pelze Sammlung“: Präsentation verschiedener audiovisueller Materialien, mit bildwechsel. Durbahn und Roswitha Baumeister, Jugend Museum/Schöneberg Museum, Berlin[33]
- 2019–24: Online und Wander – Ausstellung Queer as German Folk, Goethe-Institute[34] in Nordamerika in Zusammenarbeit mit dem Schwulen Museum, Berlin, und der Bundeszentrale für politische Bildung, Berlin, sowie lokalen Partnern in Chicago, Guadalajara, Mexiko-Stadt, Montreal, New York City, San Francisco, Toronto und Washington[35]
- 2022: Cinepelze. Ein Filmabend zu Pelze Multimedia, mit Roswitha Baumeister, Mahide Lein, Kat Voss in Kooperation mit Kinothek Asta Nielsen, e.V.Filmtheater Harmonie, Frankfurt am Main[36]
- 2022: Pelze, Retrospektive, Kunstraum Synnika, Frankfurt am Main

## Präsentationen, Performances während des Projektes (Auswahl)
- 1981: Systerproject Hydra[17] mit Tina Thürmer-Rohr
- 1981: Wir nehmen uns unseren Raum, Petra Gall, Ursula Bierther, Martina Siebert, Regina Ulwer, Gabriele Niemeyer, Monika Savier, Rita Eichelkraut
- 1982: Wien – Berlin, mit Elfriede Czurda, Elfriede Jelinek, Heidi Pataki
- 1982: Videopräsentationen, Marion Kellner, Monika Treut
- 1982: Internationale Frauenfestspielwoche, Lesung von Anna Rheinsberg, Monika Streit
- 1982: Midnight special aus New York, Performance von Diane Torr
- 1982: 30x Frau B., Fotos von Veronika Nadj und Hella Böhm
- 1983: Frauenfilmfestspiele, Joan Jonas
- 1983: Sisterprojects Sommeruni, Frauen und Technologie, mit Margitta Scholten und Barbara Waldow
- 1984: Fisches Nachtgesang, mit Barbara Waldow, Ingrid Seiffert, Helene Weiss, Roswitha Baumeister
- 1984: Video Spiele, Hermine Huntgeburth
- 1984: Schoko-Expedition I-III, Chris da Wagner, Renate Kölsch, Lisa Lancelle, Rotraud Damerau von der Heide, Ute Wigand, Susanne Muel, Chris Werner Lisa Lancelle, Catharina Cosin, Claudia Schmidt, Roswitha Baumeister, Renate Hampke, Petra Baumgardt, Ursula Bierther, Monika Funke Stern, Katharina E. Karrenberg, Anne Jud, Gerda Leopold, Ute Wigand und Lisa Schmitz[19]
- 1985: KUNSTAKTION, Malerei an Wänden, mit Sarah Schumann, Renate Hampke, Ursula Lefkes, Hella Utesch
- 1985: Birgit Kleber, Fotografie[37]
- 1985: Woche der Verführung, Filme von Maria Lang, Elfie Mikesch, Mona Setter
- 1986: bis 1990 organisierte Mahide Lein Nachtcafés mit Performances, Diskussionen und Ausstellungen zu aktuellen Themen.[20]
- 1986: Love is a Banquet, Mahide Lein[21]
- 1987: Symposium Frauen und Aids
- 1989: Steinzeiten, Traude Bührmann
- 1989: während der Lesbenwoche: Nachtcafe Lusty Lady[22]
- 1989: Lesung Rita Bischof, Die schöne Kunst des Trübsinns[38]
- 1989: Sad Endings are out - Open Endings are in, Vortrag mit Filmausschnitten über neuere Lesbenfilme von Annette Förster, Amsterdam in Kooperation mit dem Verein Blickpilotin[23]
- 1989: Trickfilmworkshop mit der Trickfilmerin Bärbel Neubauer
- 1989: Live-Performance Dinner for one von Krista Beinstein[18]
- 1990: Konzert, Les Reines Prochaines mit dem Programm Seien sie Flugdame!
- 1990: Performance Mikado, Streunender Müll,[39] ORTE / ZEITEN / FILME: truluc – die müllwandlerin S8: Roswitha Baumeister · Berlin · 1991 · 12 min · Performerin: Mikado[40]
- 1990: Trickfilmworkshop mit der Trickfilmerin Bärbel Neubauer[24]
- 1991: Zehn Kurzfilme, fünf Videos und eine Performance von Barbara Hammer, Arsenal und Pelze multimedia in Kooperation mit dem Verein Blickpilotin[23]
- 1993: Bauarbeiterinnenparty[41]
- 1995: Lesbian avengers[42]
- 1997: Veranstaltung, Aids und Frauen[43]

## Film
- 2020: Dokumentarfilm zu Pelze Multimedia, feministisches Filmkollektiv TINT und Janin Afken[45]